# Don Coscarelli
Don Coscarelli (Tripoli, 17 febbraio 1954) è un regista, sceneggiatore e produttore cinematografico italiano naturalizzato statunitense. È conosciuto soprattutto per i suoi film horror, in particolare per la saga di Fantasmi. Viene citato anche col nome di D. A. C. Coscarelli o D. A. Coscarelli.

## Biografia
Nato in Libia da famiglia italiana, in seguito fu naturalizzato statunitense. A 19 anni, insieme a Craig Mitchell, dirige e produce il suo primo lungometraggio: Jim, The World's Greatest.
Oltre alla saga di Fantasmi, Coscarelli è conosciuto per quella di Beastmaster (il cui primo film è intitolato Kaan principe guerriero) e per il film Bubba Ho-tep. Ha diretto il primo episodio della serie Masters of Horror, intitolato Panico sulla montagna e basato su un racconto breve di Joe Lansdale, come lo stesso Bubba Ho-tep.

### Fantasmi
Colpito dalle reazioni del pubblico per alcune scene spaventose presenti in uno dei suoi primi film, Coscarelli si convince a realizzare un horror. Si ritira nella sua baita di montagna e scrive la sceneggiatura di Fantasmi (1977), ispirandosi alle sue paure infantili. Poiché nessun produttore è interessato al progetto, Coscarelli coinvolge parenti e amici e riesce a raccogliere 300 000 dollari, affidando a loro anche alcune parti del film: il trucco e i costumi sono opera della madre.
Il film, primo della serie omonima, ha segnato l'inizio della collaborazione con Lawrence Rory Guy, che in seguito avrebbe adottato il soprannome di Angus Scrimm. Il nomignolo affibbiato all'antagonista del film, tall man ("l'uomo molto alto"), rimanda a Coscarelli, che è alto 1,93 m.
Coscarelli ha portato avanti una battaglia legale con la Universal Studios per ottenere i diritti sul film Fantasmi II, in modo da poter vendere l'intera serie in cofanetto negli Stati Uniti.

## Filmografia

### Regista e sceneggiatore
- Jim the World's Greatest (1976, anche produttore)
- Kenny & Company (1976, anche produttore)
- Fantasmi (Phantasm) (1979)
- Kaan principe guerriero (The Beastmaster) (1982)
- Fantasmi II (1988)
- Survival Quest (1989)
- Fantasmi III - Lord of the Dead (1994, anche produttore)
- Phantasm IV: Oblivion (1998, anche produttore)
- Bubba Ho-tep (2002, anche produttore)
- Panico sulla montagna (Incident On and Off a Mountain Road) (2005) - episodio 1 della serie Masters of Horror
- John Dies at the End (2013, anche produttore)

### Sceneggiatore
- Beastmaster 2: Through the Portal of Time (1991, regia di Sylvio Tabet)
- Beastmaster - L'occhio di Braxus (Beastmaster: The Eye of Braxus) (1996, film TV, regia di Gabrielle Beaumont)